# Matko Perdijić
Matko Perdijić (Spalato, 26 maggio 1982) è un allenatore di calcio ed ex calciatore croato, di ruolo portiere, preparatore dei portieri del Zagłębie Sosnowiec.

## Carriera
Il 1º luglio 2017 viene acquistato a titolo definitivo dalla squadra polacca dello Zagłębie Sosnowiec.

## Palmarès

### Club

#### Competizioni nazionali
- Campionato croato: 1

Hajduk Spalato: 2004-2005
- Supercoppa di Croazia: 2

Hajduk Spalato: 2004, 2005